# Evento del Rio Curuçá
L'evento del Rio Curuçá è una grande caduta meteoritica avvenuta il 13 agosto 1930 lungo il corso del fiume Rio Curuçá da cui prende il nome; è chiamato anche la Tunguska brasiliana per l'analogia con l'analogo evento, accaduto in Siberia il 30 giugno 1908.
L'evento meteorico del Rio Curuçá, a parte un breve accenno da parte di Leonid Kulik, il primo ricercatore a studiare l'evento di Tunguska, fu dimenticato per oltre mezzo secolo fino a quando un articolo di Nikolai Vladimirovic Vasilyev e Gennady Vasilyevich Andreev  attirò l'attenzione dei ricercatori in campo meteoritico. I primi articoli sulla riscoperta di questo evento comparvero nel 1992; tuttavia solo tre anni più tardi fu oggetto di più approfonditi studi in ambito scientifico.